# Crotalus polystictus

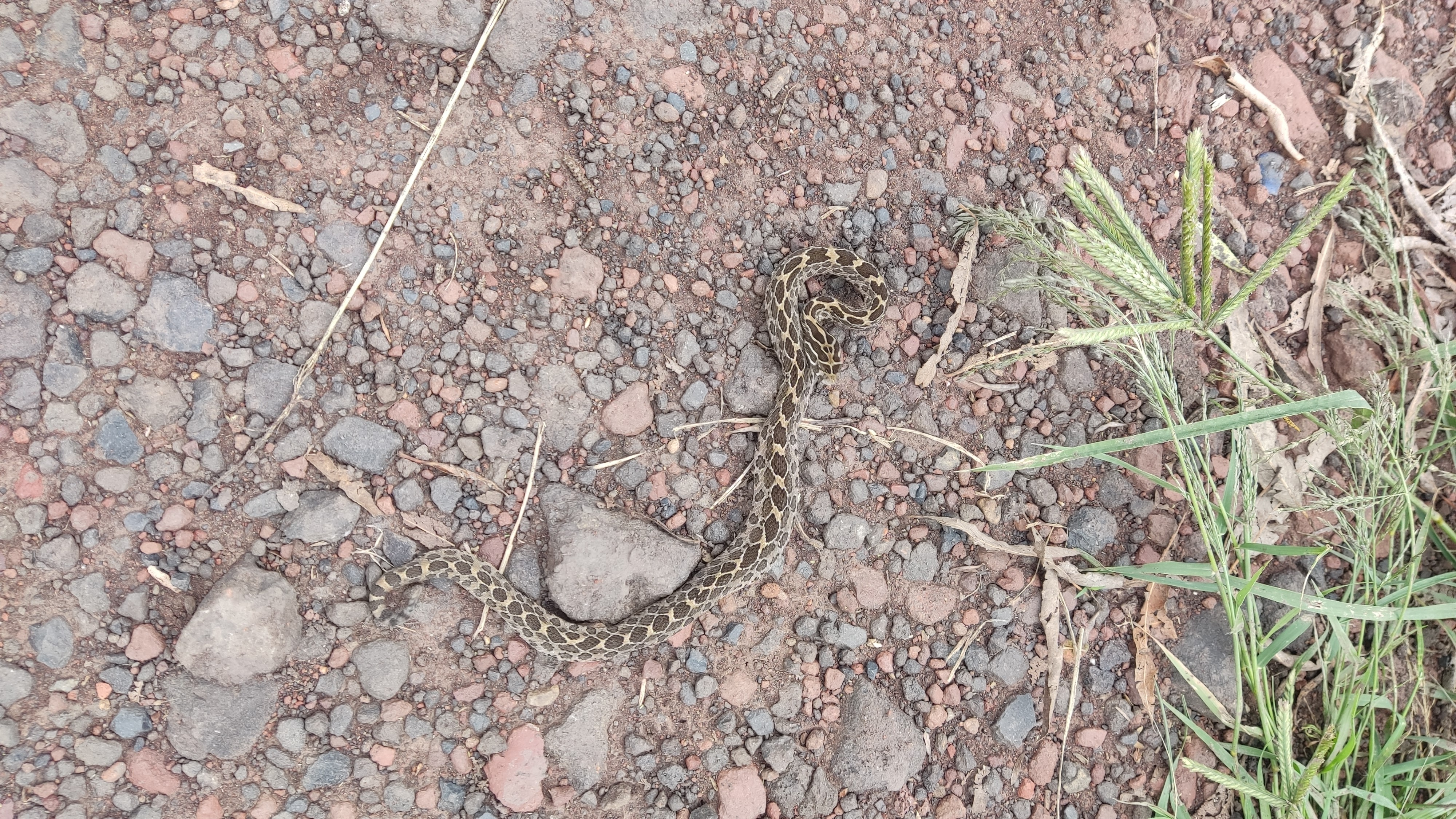
Ejemplar juvenil de C. polysticus.

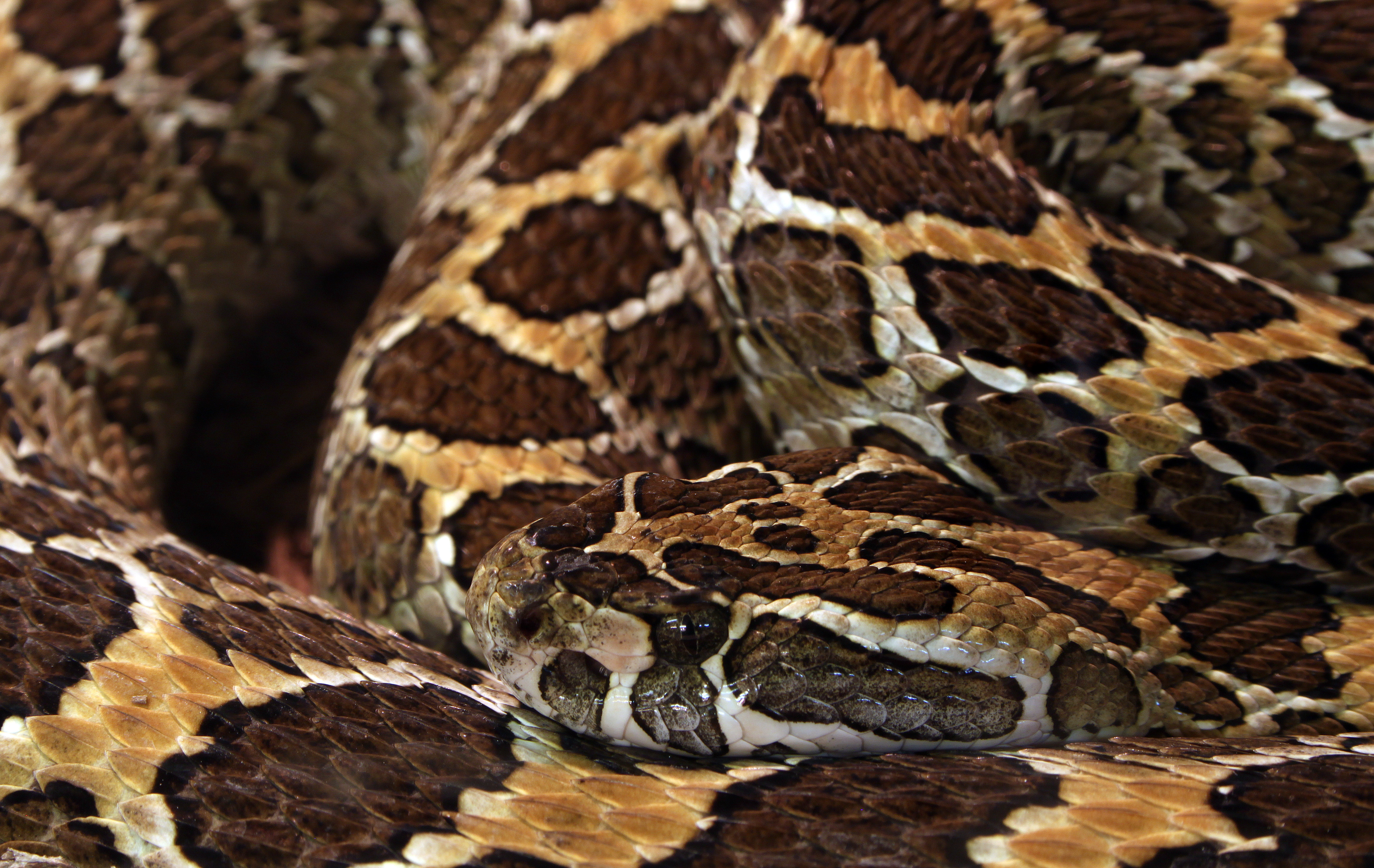

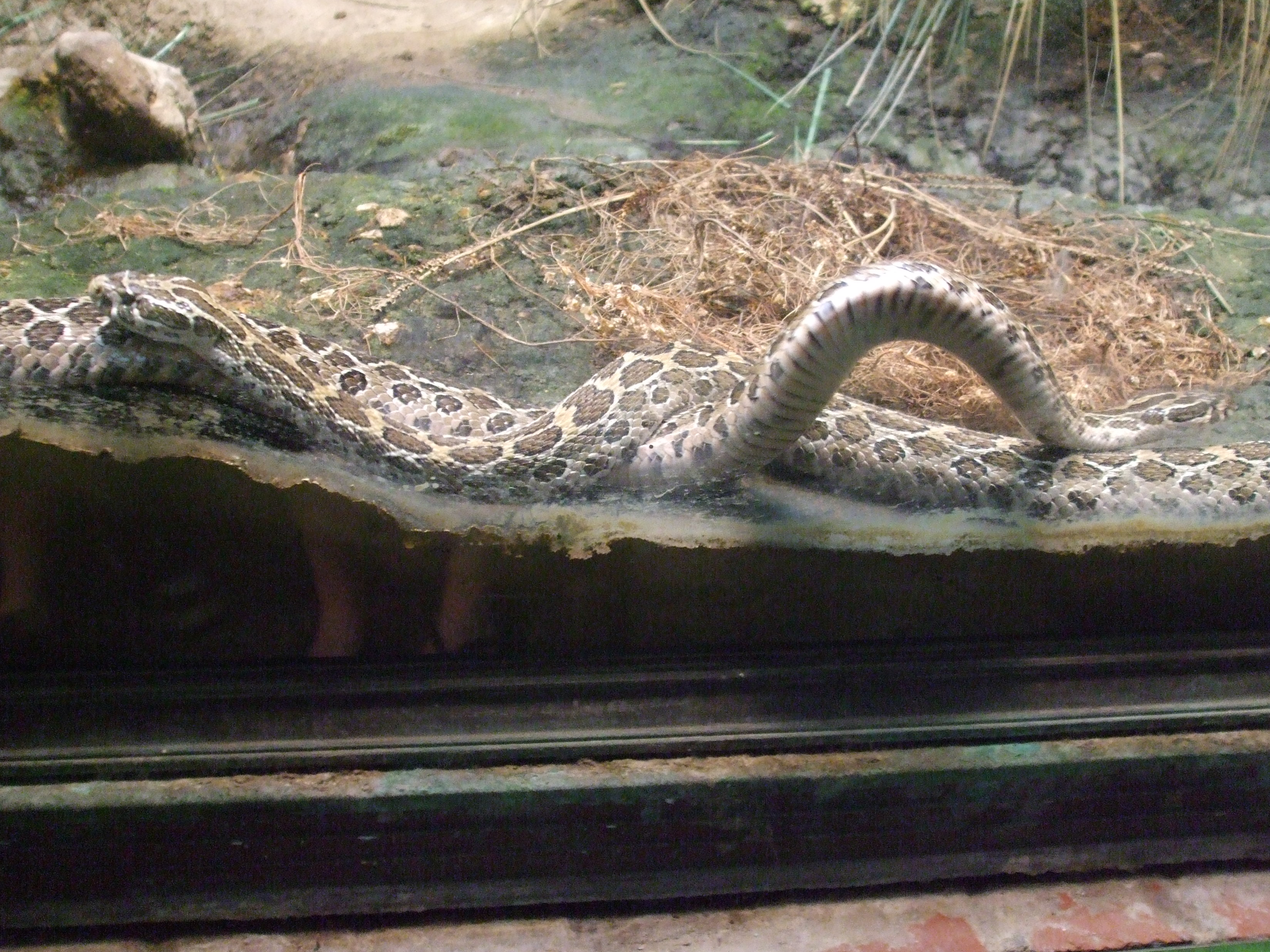

La cascabel ocelada, también conocida como cascabel del pantano (Crotalus polystictus) ó serpiente de cascabel cabeza de lanza mexicana es una especie de víbora venenosa oriunda del centro de México. No se reconocen subespecies. El epíteto de la especie se deriva del griego poly que significa mucho y sticto que significa manchas, en alusión al patrón de la piel.

## Descripción
Los adultos de esta especie mediana  de serpiente de cascabel usualmente alcanzan los 70-80 cm de longitud total, aunque especímenes excepcionales pueden alcanzar los 100 cm. La cabeza es particularmente delgada su ancho es 60% de su largo, la mayoría de otras especies de serpientes de cascabel poseen cabezas cuya anchura es 70-80% en proporción de lo largo.
El color de fondo es beige, canela, gris claro, café claro a casi blanco, frecuentemente volviéndose dorado claro o café rojizo hacia el medio del dorso. El patrón café oscuro es distintivo y único entre las serpientes de cascabel. Una serie de 30-47 manchas horizontalmente elongadas subelípticas u ovales; anteriormente; las manchas tienden a estar arregladas en una posición dorsolateral pero posteriormente se vuelven más circulares y pueden o no emerger de la línea media dorsal para formar manchas individuales a la mitad del dorso. Las manchas están bordeadas por color negro. La cola tiene 4-7 bandas.
Marcas en el costado de la cabeza incluyen un punto grande debajo de la foseta termoreceptora que se extiende a las infralabiales. También un punto grande se extiende desde el margen inferior del ojo hasta el margen del labio superior y una ancha raya postocular se extiende desde cerca del borde del ojo hasta el recto. La parte superior de la cabeza está marcada por un par de puntos prefrontales frecuentemente de forma triangular.
La escama rostral es más alta que ancha. Hay 1-3 escamas perifoveales, 12-15 supralabiales, 11-16 infralabiales, 25-29 hileras de escamas a la mitad del dorso; 161-177 ventrales en machos y 167-187 en hembras; 25-29 subcaudales en machos y 17-25 en hembras.

## Distribución
La especie se encuentra en la meseta del centro de México desde el sur de Zacatecas y el noreste de Colima al centro de Veracruz. Se produce a altitudes entre 1450 y 2600 m (4760 y 8530 pies). Una restricción geográfica a "Tupátaro, Guanajuanto, México" fue propuesto por HM Smith y Taylor (1950).

## Hábitat
Habita los valles amplios, planos con pocas lomas, pantanos con hierba de los altas tierras de la altiplanicie mexicana, también pastizal con mezquites, bosques de pino-encino y claros en bosques de pinos, afloramientos rocosos y flujos de lava. Esta serpiente ha sido extirpada a lo largo de la mayoría de su rango de distribución, sin embargo, se las ha arreglado para sobrevivir localmente y en algunas pocas áreas aún es abundante. Numerosas madrigueras de ardillas de tierra y/o muros de roca masivos en ciertas áreas proveen refugio ayudando a garantizar su supervivencia. Aparentemente algunas poblaciones que viven cerca de lagos o pantanos en las tierras altas que estacionalmente se inundan, sean de hábitos semiacuáticos, pero ninguna de estas poblaciones se conoce que permanezcan. Esta especie es activa de día y de noche. Aparentemente es especialmente común en regiones rocosas o áreas con numerosas madrigueras de ardillas de tierra en las cuales pueden encontrar refugio.

## Estado de conservación
Esta especie está clasificada como de preocupación menor en la Lista Roja de la UICN de Especies Amenazadas (v3.1, 2001). Las especies se enumeran como tales debido a su amplia distribución, que indican una gran población, o porque es poco probable que esté en declive rápido suficiente para calificar su inclusión en una categoría más amenazada. La tendencia de la población se redujo cuando se evaluó en 2007. Se reporta como especie protegida bajo la NOM-059-SEMARNAT.